# Rinorea stipulata
Rinorea stipulata är en violväxtart som beskrevs av Arthur Wallis Exell. Rinorea stipulata ingår i släktet Rinorea och familjen violväxter. Inga underarter finns listade i Catalogue of Life.